# Hesperandra glabra
Hesperandra glabra (лат.) — вид жуков-усачей из подсемейства Parandrinae. Распространён от Мексики южнее до Аргентины, в Боливии и на островах в Карибском море.

## Описание
Длина тела имаго 15—36 мм. Тело полностью коричневое, блестящее. Усики очень короткие, не достигают основания надкрылий. Мандибулы самцов большие и серповидные. Ширина надкрылий равна ширине переднеспинки, у вершины надкрылья закруглённые.
Личинки развиваются в стволах мёртвых деревьев и пнях, таких деревьев как аспидосперма, акация низбегающая, Acacia floribunda, Phoebe. Длина тела личинок до 54 мм. Тело светло-бежевое. Головная капсула у вершины затемнена. Задний край переднеспинки с тёмным пятном.

## Синонимы
В синонимику вида входят следующие биномены:
- Attelabus glaber DeGeer, 1774
- Parandra barbata Thomson, 1861
- Parandra colombica Thomson, 1861
- Parandra ferruginea Sturm, 1826
- Parandra glabra (DeGeer) Latreille, 1804
- Parandra glabra translucida Zikán, 1948
- Parandra grandis Thomson, 1861
- Parandra lineola Gory & Guérin-Méneville, 1831
- Parandra lineolata Gory & Guérin-Méneville, 1844
- Parandra lucida Zikan, 1948
- Parandra mandibularis Perty, 1832
- Parandra maxillosa Laporte, 1840
- Parandra obsolescens Casey, 1912
- Parandra occipitalis Thomson, 1867
- Scarites testaceus Fabricius, 1794